# Utopia-Gletscher
Der Utopia-Gletscher ist ein Gletscher an der Ostküste der westantarktischen Alexander-I.-Insel. Er ist vom Mariner Hill, dem Syrtis Hill, dem Natal Ridge und dem Ares-Kliff umgeben.
Benannt ist der Gletscher nach Utopia Planitia, einer Tiefebene auf dem Planeten Mars und Landeplatz für die Viking-2-Sonde der NASA am 3. September 1976.